# Альтхютте
Альтхютте (нем. Althütte) — община в Германии, в земле Баден-Вюртемберг.
Подчиняется административному округу Штутгарт. Входит в состав района Ремс-Мур.  Население составляет 4189 человек (на 31 декабря 2010 года). Занимает площадь 18,15 км².